# Canary Wharf
Canary Wharf je nova poslovna četvrt u istočnom Londonu. Nastala je na Docklandsu, području gdje su prije bili dokovi za brodove koji su prevozili rajčice. Do 80-ih godina područje je zbog premještanja luke nizvodno, u Tilbury postalo zapušteno, a u vrijeme Margaret Thatcher i njenih neoliberalnih gospodarskih reformi počinje se s regeneracijom i gradnjom poslovnih nebodera. Danas je to dio Londona u kojem su cijene najma nekretnina među najvišima u Velikoj Britaniji, a mnoge financijske (HSBC, Barclays, Citigroup) i medijske tvrtke (npr. Reuters, Daily Mirror) ondje imaju svoja sjedišta.